# Hoche Yaya Aden
Hoche Yaya Aden (Somali Xoosh Yaxye Aadan, arabisch هوش يايا عدن; geb. 1. August 1967) ist ein ehemaliger dschibutischer Mittelstreckenläufer.

## Ausbildung
Hoche Yaya Aden erhielt eine Ausbildung an einer Koranschule im District 7. Zusätzlich besuchte er eine staatliche Abendschule. Nach Ende der Ausbildung erlernte er in den 1980er Jahren an einer Privatschule noch Französisch.

## Karriere
Aden nahm an den World Junior Championships 1986 teil, wo er im Wettbewerb über 20 km auf den 8. Platz kam.
Bei den Olympischen Sommerspielen 1988 in Seoul trat Aden im Wettbewerb über 1500 m an und kam in den Vorläufen auf den 12. Platz.